# Thunder (filme)
Thunder (Brasil: O Trovão / Portugal: Homens de Ferro) é um filme de melodrama mudo norte-americano de 1929, estrelado por Lon Chaney e dirigido por William Nigh. O filme não tem diálogo audível, mas contou com uma trilha musical e efeitos sonoros.
É considerado um filme perdido.

## Elenco
- Lon Chaney - Grumpy Anderson
- Phyllis Haver - Zella
- James Murray- Tommy
- Tom Keene - Jim
- Frances Norris - Molly
- Wally Albright - Davey